# 장-피에르 생투르

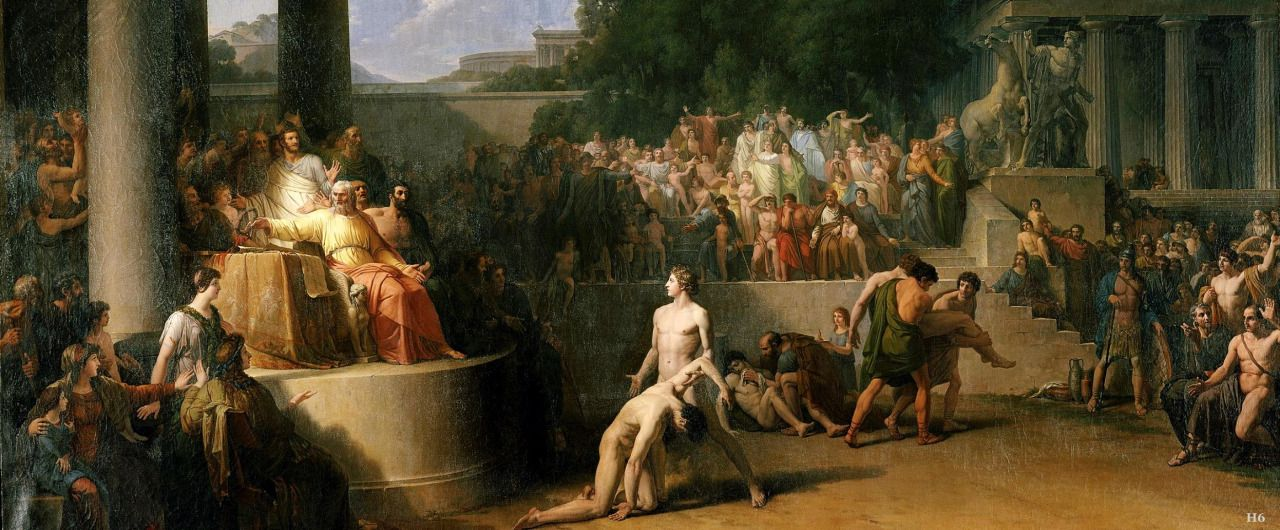
올림픽 게임에서 레슬링, 1786–1791, 제네바 미술사 박물관, 제네바, 209.5 × 386cm

장-피에르 생투르(Jean-Pierre Saint-Ours, 1752년 4월 4일 – 1809년 4월 6일)는 스위스 제네바 출신의 화가이다.

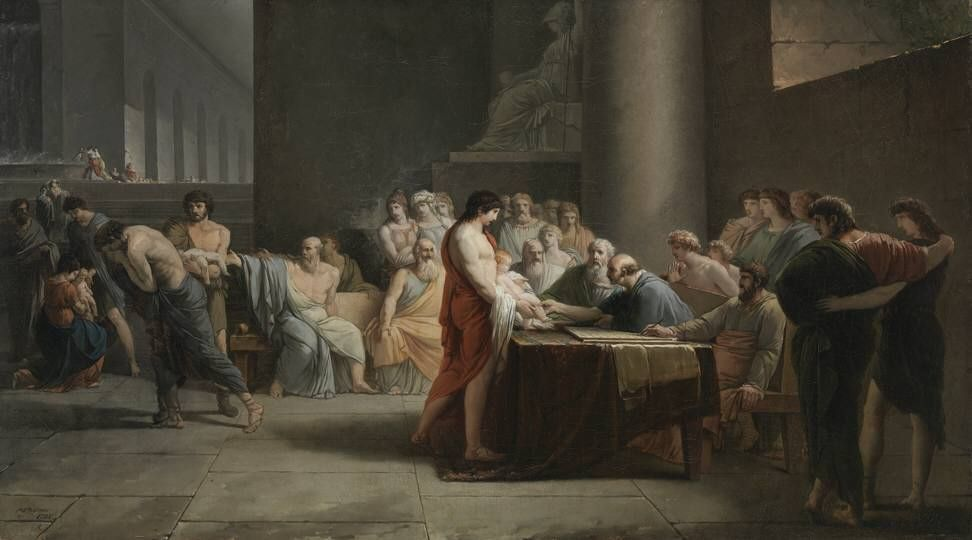
스파르타 아이들의 선택, 1785년 작은 판본, 56 cm (22 in) × 100 cm (39.3 in), 뮌헨 노이에 피나코텍

비교적 비공식적인 초상화뿐만 아니라 고대, 특히 고전 역사의 주제에 대한 야심찬 역사 그림을 전문으로 했다. 이것들은 신고전주의 양식으로, 몇몇은 큰 그룹의 인물로 이루어져 있으며 필연적으로 4살 연상인 동시대의 자크 루이 다비드의 작품과 비교된다. 그러나 생투르의 많은 작품은 그가 의도한 전체 크기로 그것들을 실현할 수 있는 커미션이 부족했기 때문에 훨씬 더 작다. 그의 주요 작품은 대부분 다양한 수준의 마무리가 있는 드로잉, 작은 페인트 버전, 그리고 의뢰를 받으면 종종 매우 클 수 있는 실물 크기의 유화로 존재한다.

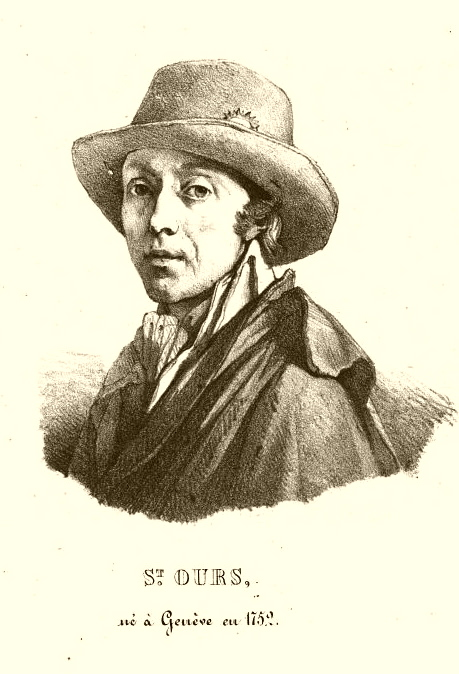
장-피에르 생투르의 초상화, ‘장례식 애도가’에서, 1809

프랑스 혁명 이후 생투르는 제네바로 돌아와 처음에는 혁명적 사상의 열렬한 지지자로서 정치에 입문했다. 그는 나중에 환멸을 느끼고 그림으로 돌아갔고, 이후 주로 부유한 제네바 사람들의 초상화가로 활동했다.

## 생애
생투르는 당시 독립 공화국이었던 제네바에서 태어났다. 그는 에나멜 화가였던 아버지 자크(1708-1773)와 함께 공부하기 시작했다. 그는 1769년 파리에서 조제프 마리 비앙과 함께 공부를 계속했는데 그의 스튜디오에서 다비드를 만났고, 급진적인 정치사상에 노출되었다. 여러 가지 작은 상을 수상한 후, 그는 1780년에 사비니 여인들의 강간으로 로마 대상을 받았지만, 그의 국적과 개신교 종교 때문에 로마에 있는 프랑스 아카데미에서 자리를 거부당했다. 그는 자신의 비용으로 여행을 했으며, 사실상 회원 자격이 부여되었지만 프랑스 공식 위원회에서는 제외되었다. 프랑스 대사인 드 베르니 추기경과의 접촉 덕분에 그는 로마에서 성공적인 생활을 할 수 있었다. 그가 그리고 싶었던 대형 역사 그림의 시장을 사실상 파괴했음에도 불구하고, 그는 처음 몇 년 동안 프랑스 혁명을 강력하게 지지했다.
1791년 혁명 하의 첫 번째 파리 살롱에서, 그는 서로 다른 고대 민족의 예절을 보여주는 4개의 큰 그림 그룹과 또한 4개의 인간의 시대를 전시했다. 파리에서 스파르타 어린이의 선택, 게르만 결혼식(이 작은 버전은 현재 뮌헨에 있음)과 올림픽 게임(The Olympic Games)을 선보였다. 모두 상당한 풀사이즈로 제작되었다. 게임(1791년 기준, 209.5 x 386cm)과 선택(1786년 기준, 138cm x 260cm)은 현재 제네바에 있으며, 결혼식(1788년 기준, 136.5 x 259cm)은 현재 빈터투어의 오스카 라인하르트 재단에 있다. 플루타르코스의 이야기를 바탕으로 한 스파르타 아이들의 선택(Le Choix des enfants de Sparte) 그림에서 신고전주의의 심각한 도덕적 충동과 동시대의 ‘감정’ 숭배의 조합을 보여준다. 유아가 선택에 실패한 기존 아버지의 왼쪽, 아기는 나중에 노출될 수 있도록 보관된다.
1792년 혁명 프랑스가 이탈리아를 침공한 후 로마는 프랑스어를 사용하는 사람들에게 위험한 곳이 되었고 생투르는 제네바로 돌아와 결혼하고 정치에 입문하여 제네바 의회 의원으로 선출되었다. 그는 제네바 공화국의 우화적인 인물을 그렸고, 치안판사들을 위한 새로운 의상을 디자인했으며, 시민 축제를 위해 디자인했다. 1795년 그는 그가 알고 있던 장 자크 루소의 흉상을 바스티온 공원의 높은 기둥에 두는 데 성공했다. 그러나 프랑스의 발전에 환멸을 느낀 그는 1796년에 정계에서 은퇴하고 회화로 돌아와 대부분 제네바 엘리트의 초상화를 그렸다. 그는 또한 13세 때 가장 초기에 여러 자화상을 그렸다.

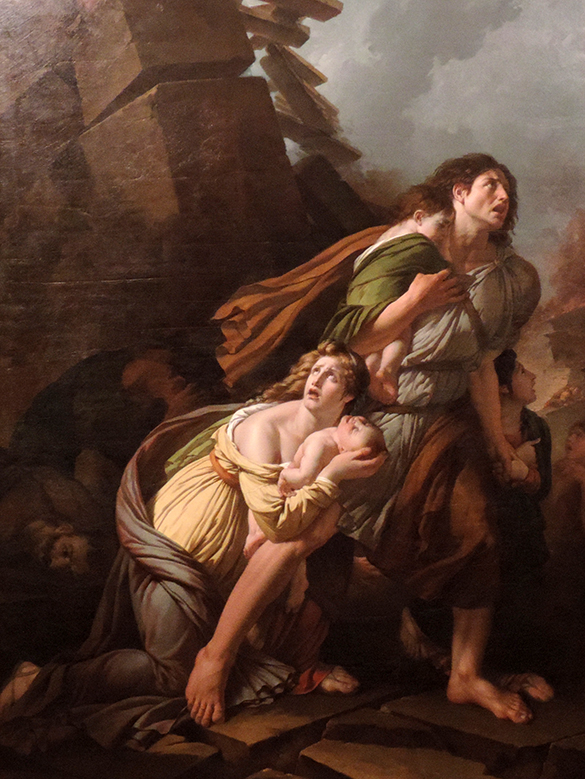
지진(Le Tremblement de terre monumental)의 기념판, 1792–1799, 261 × 195 cm, 제네바.

무너진 그리스 사원에서 가족이 도망친 그의 지진 의 후기 버전은 프랑스 혁명과 나폴레옹의 여파에 대한 환멸을 보여준다. 그는 1782년과 1806년 사이에 주제의 다섯 가지 버전을 모두 그렸다.
그는 일련의 그림으로 루소의 책 중 하나를 삽화했으며, 각각은 작은 유화로 반복되었다. 제네바의 지질학자이자 기상학자인 호레이스 베네딕트 드 소쉬르(1796, 제네바)의 초상화는 인쇄물로 많이 복사되었다. 그는 또한 ‘루소의 무덤과 함께 고대식으로 이상화된 제네바 도시’(La ville de Genève idéalisée à l’antique avec le tombeau de Rousseau, 1794년경)에서와 같이 제네바 주변의 풍경을 고전적인 장면으로 재해석한 이탈리아풍 풍경을 그리고 그렸다.

## 가문과 유산
그는 1792년 제네바로 돌아온 사촌인 마들렌-헬레나 부아 드 쉔과 결혼하여 세 딸을 두었다. 한 명은 파리 코뮌 이후 그의 정치 활동과 관련된 많은 문서를 파괴한 1871년에도 여전히 살아 있었다. 1809년 4월 6일, 그는 1798년 프랑스 혁명 정권이 공화국을 합병한 후 당시 프랑스 레망주의 수도였던 제네바에서 사망했다.
그의 명성은 그가 죽은 후 1세기가 넘도록 제네바에서도 낮았지만 최근 수십 년 동안 되살아나기 시작했다. 최고의 컬렉션은 생투르 설립을 위해 동요한 제네바 미술사 박물관에 있지만, 나중에야 설립되었다. 박물관은 2015-16년에 100점이 넘는 그림과 많은 그림을 전시한 그를 위한 전시회를 개최했다.
로스앤젤레스 카운티 미술관 및 바이에른 주립 회화 컬렉션과 마찬가지로 스위스의 여러 공공 및 개인 컬렉션에 작품이 있다. 프랑스 정부 컬렉션에는 작품이 있으며, 2018년에는 엘리제 궁전에 한 장의 그림이 있었다. 그들은 로마 대상을 받은 사비니 여인의 강간을 과들루프에 대여했는데, 과들루프는 1928년 허리케인으로 잃어버렸다. 박물관 컬렉션에 있는 그의 작품은 전시되지 않을 수도 있다.

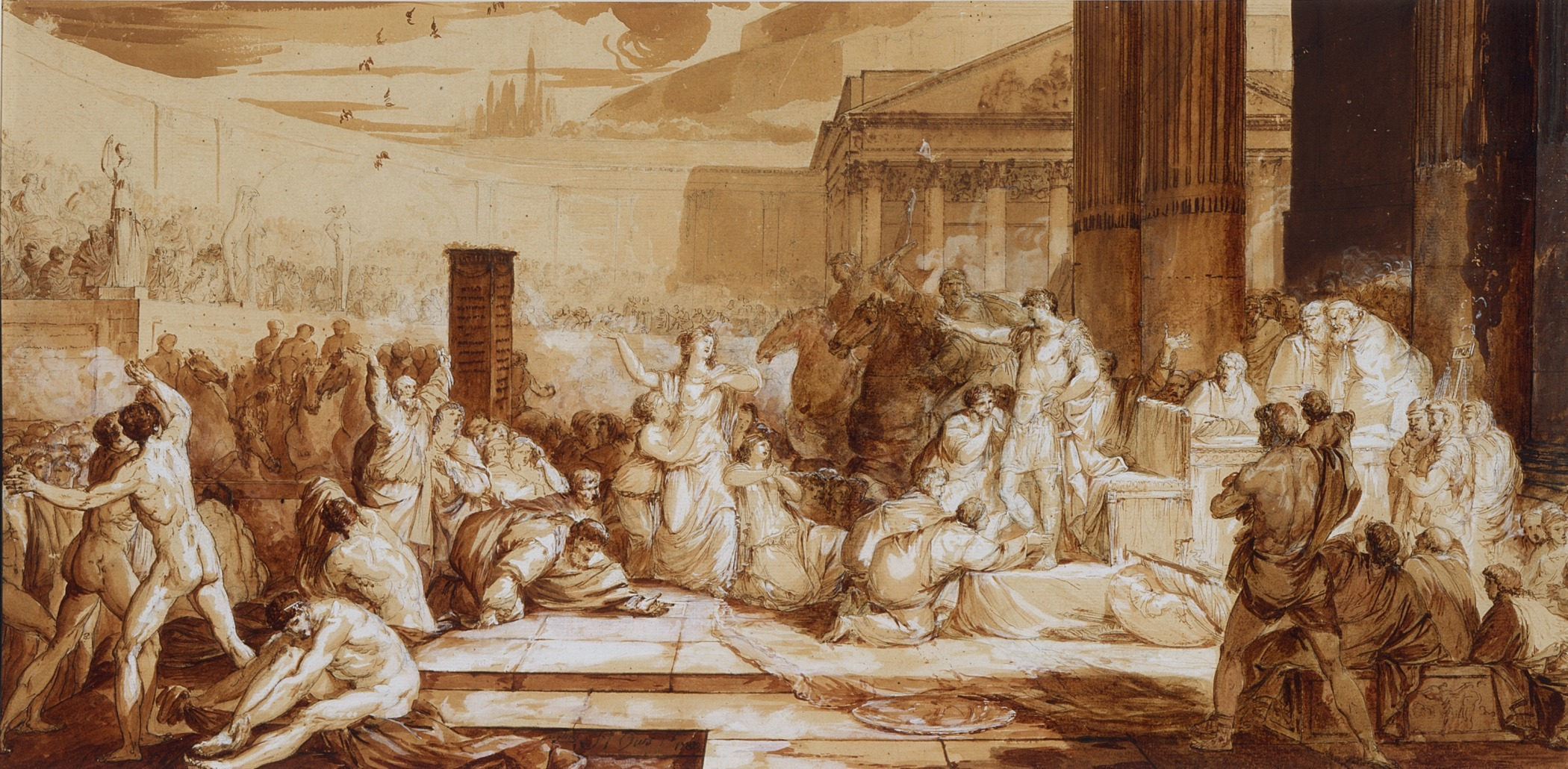
이스트미아 제전에서 그리스의 자유를 허용하는 티투스 퀸크티우스 플라미니누스, 1780, 그림
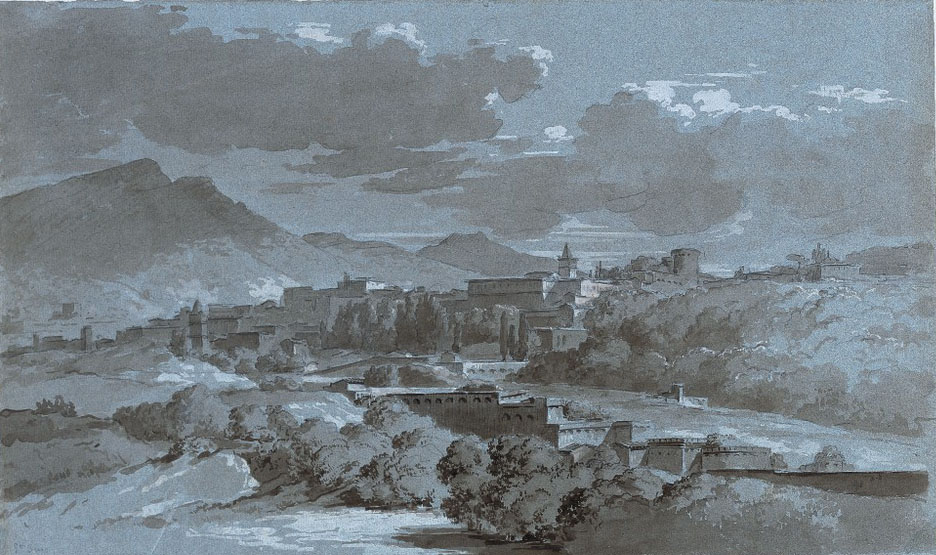
이태리의 풍경, 1785–86
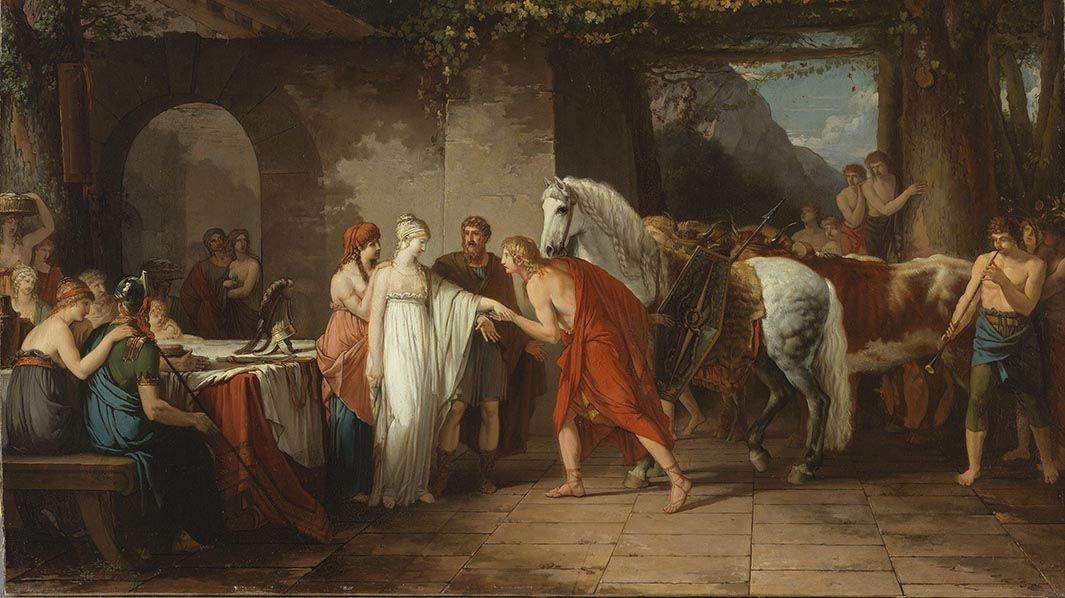
독일인의 결혼, 1787, 뮌헨에 있는 작은 판본, 55.9 cm (22 in) × 98.7 cm (38.8 in)
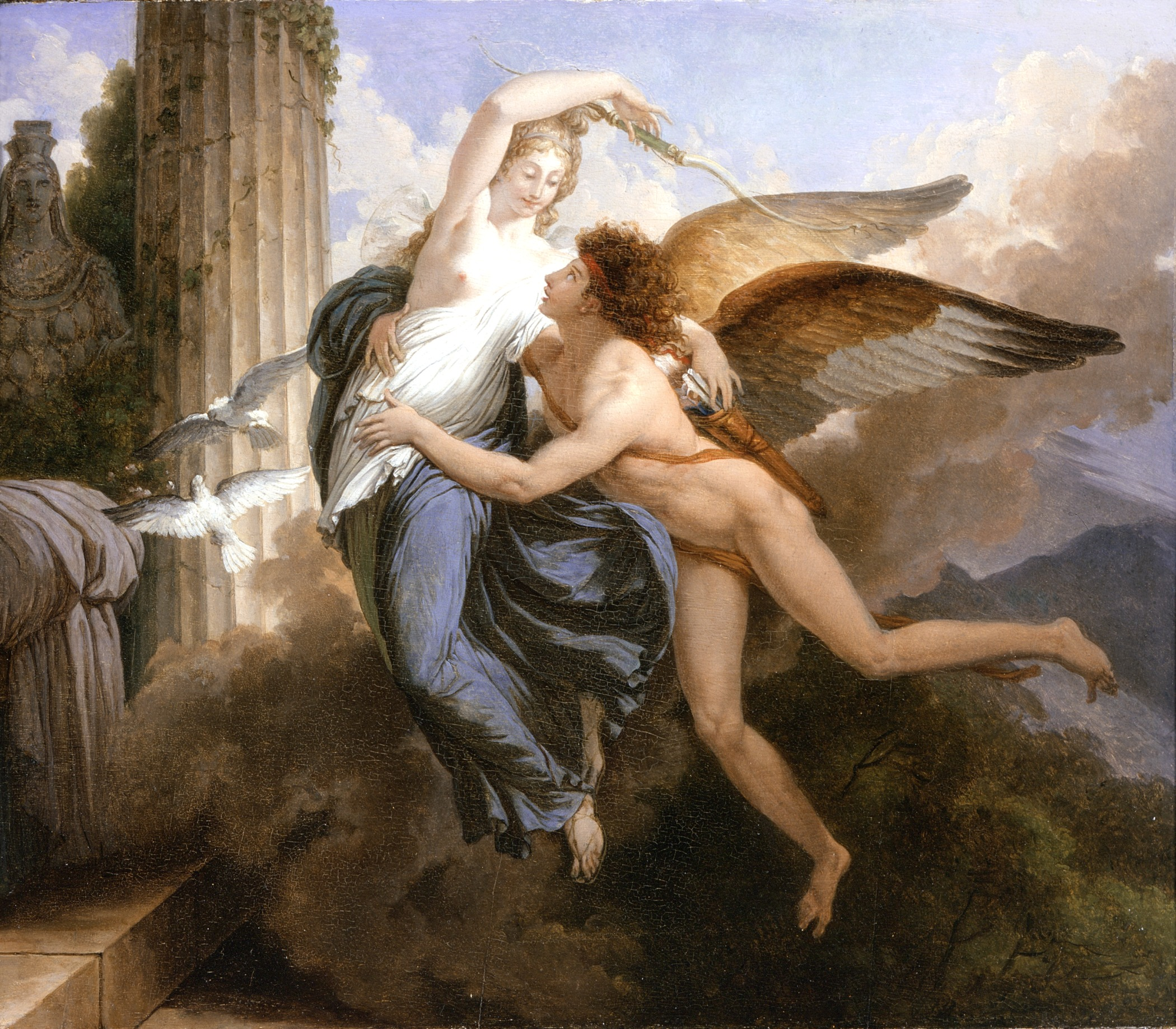
큐피드와 프쉬케의 재회, c. 1789–1792, 13 7/8 × 15 3/4 in. (35.25 × 40.01 cm), 습작, LACMA.
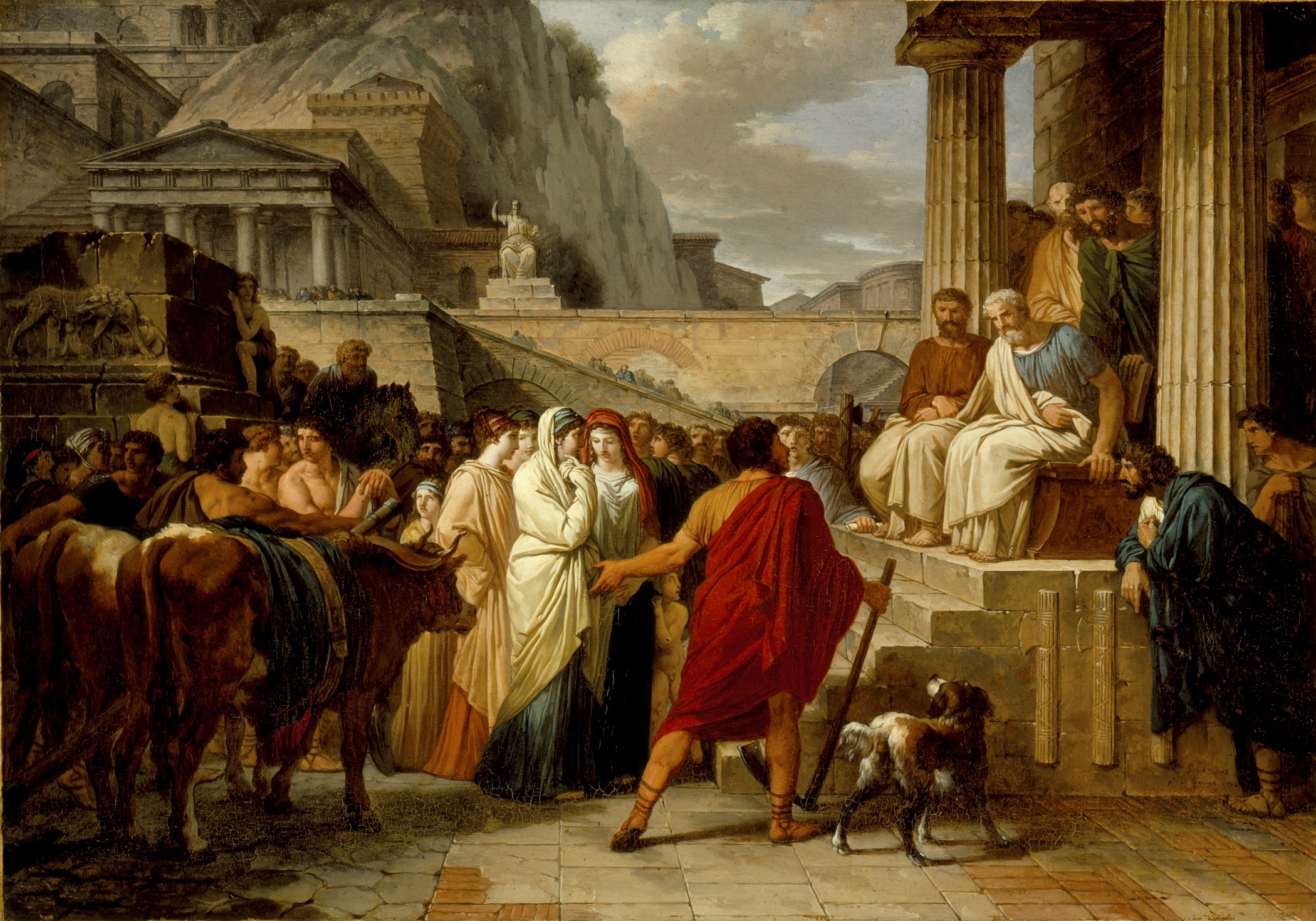
주술로 고소당한 가이우스 푸리우스 크레시누스, 1792, 19 × 27 in. (48.26 × 68.58 cm), 유화
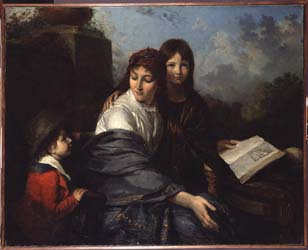
이야기 읽어주기 ("Reading the Story", 1796); 작가의 아내와 조카들.
서재의 화학자 피에르 프랑수아 팅그리와 그의 아내. 1803년
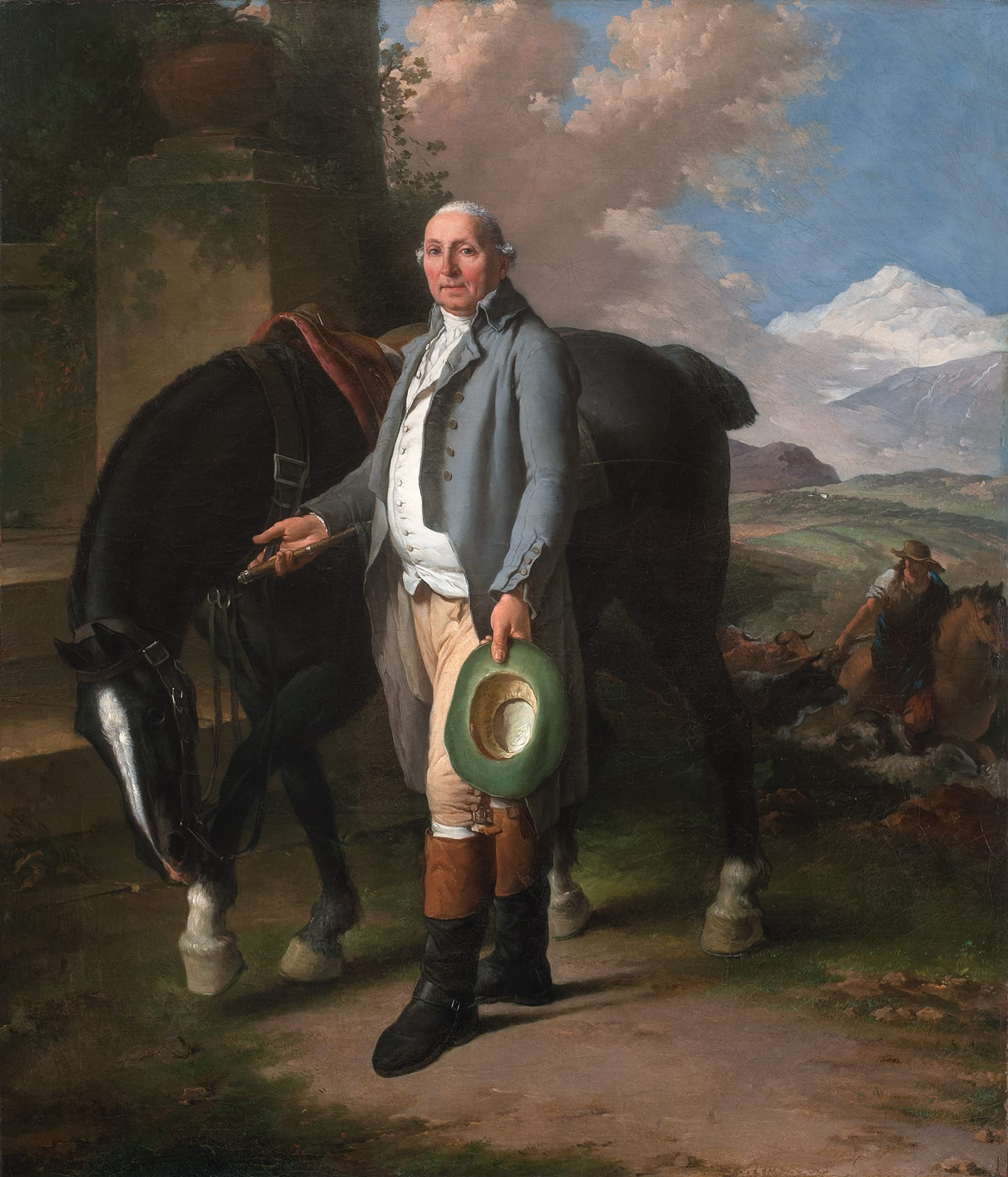
은행가 자크 말레 (1724-1815)
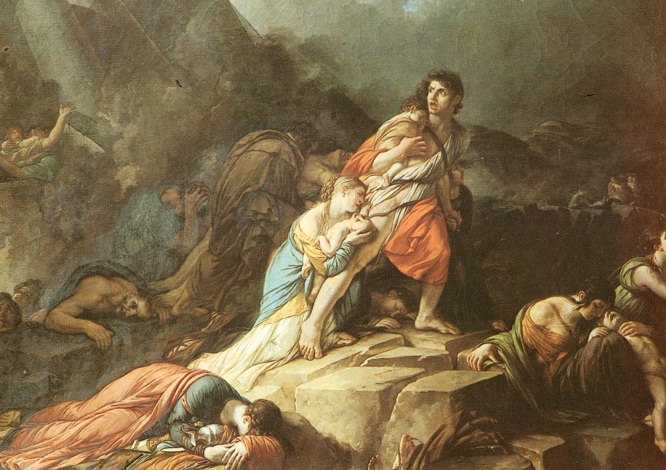
지진 또는 공포의 알레고리, 1806
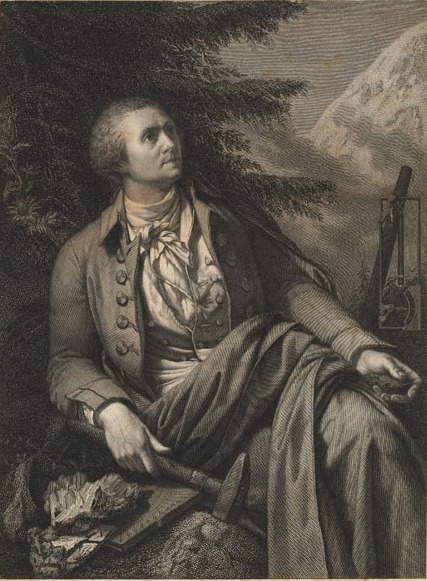
호레이스-베네틱트 드 소시르 - 1796년 생투르가 초상화가 그려진 이후 샤를 시몽 파라디어가 제작한 판화.